# 秋田県立秋田中央高等学校
秋田県立秋田中央高等学校（あきたけんりつ あきたちゅうおうこうとうがっこう）は、秋田県秋田市にある公立高等学校。

## 概要
1982年県移管前の校名は秋田市立高等学校。秋田県が設置する高等学校における「進学の中心校としての役割を果たす学校」（計10校）の1校。2013年に文部科学省スーパーサイエンスハイスクール (SSH) 指定校となり、2018年に2期目、2023年に3期目の指定を受けている。普通科設置。

## 沿革
- 1920年6月22日 - 秋田県南秋田郡土崎港町に土崎港町立実科高等女学校の設立認可。
- 1932年5月9日 - 実科を廃止して秋田県土崎高等女学校と改称。
- 1941年4月1日 - 土崎港町の秋田市に編入に伴い、秋田県土崎高等女学校も市に移管され、秋田市土崎高等女学校と改称。
- 1942年3月9日 - 高等女学校とは別に、秋田市立中学校（5年制）設立認可（旧制中学校）。同年4月15日開校（男子校機能）[2]。
- 1943年4月1日 - 秋田市土崎高等女学校から秋田市立高等女学校と改称[3]。
- 1948年
  - 4月1日 - 秋田市立中学校（旧制中学校）と秋田市立高等女学校が併合され、男女共学普通科の秋田市立高等学校となる[3]。男子生徒は旧中学校校舎、女子生徒は旧高等女学校校舎を使用。
  - 6月1日 - 定時制課程普通科中心校を秋田市立高等学校女子部校舎（後に秋田市立土崎南小学校）に開設、分校を秋田市立商業高等学校（茨島分校）に開設。同年7月5日授業開始。
- 1949年5月19日 - 女子生徒用2教室竣工（男女とも同じ校舎に）。
- 1950年
  - 3月28日 - 定時制課程普通科中心校を秋田市立高等学校校舎に移転。
  - 7月1日 - 定時制課程茨島分校普通科を商業科に切り替え届け出。
- 1952年4月24日 - 定時制課程家庭科旭川分室を秋田市立旭川小学校校舎に開設。
- 1955年4月1日 - 茨島分校は秋田市立商業高等学校定時制課程として独立、旭川分室は廃止。
- 1967年
  - 3月18日 - 学校焼失。損害は蔵書などを含め甚大なものに。
  - 4月1日 - 本校と保戸野仮校舎にて分散授業開始。
- 1968年4月5日 - 新校舎にて授業開始（保戸野校舎から引き上げ）。
- 1982年4月1日 - 秋田市立高等学校を県に移管、秋田県立秋田中央高等学校として開校（定時制課程も）。
- 1993年4月 - 新制服採用。学生服、セーラー服型からブレザー型に変更。
- 1999年 - 韓国の養正高等学校と提携を結ぶ。
- 2005年3月31日 - 定時制課程閉課程。定時制課程は秋田東高等学校と統合し、秋田県立秋田明徳館高等学校として再出発。
- 2013年 - 文部科学省平成25年度スーパーサイエンスハイスクール (SSH) 指定校となる。指定期間5年。2018年からの2期目、2023年から3期目も指定された。[4]
- 2014年12月 - 新校舎落成。

## 校訓
自主・友愛・躍進
教育目標は人格の完成を目指し、自主性を重んじ、理想を掲げて躍進を図る生徒を育成する。

## 部活動

### 運動部
- 野球部
  - 1968年
    - 8月 - 第50回全国高等学校野球選手権大会に初出場（ベスト8）。
    - 10月 - 第23回国民体育大会野球大会に出場。

  - 1971年8月 - 第53回全国高等学校野球選手権大会に3年ぶり2回目の出場。
  - 1972年8月 - 第54回全国高等学校野球選手権大会に2年連続3回目の出場。
  - 1974年8月 - 第56回全国高等学校野球選手権大会に2年ぶり4回目の出場。
  - 2019年8月 - 第101回全国高等学校野球選手権大会に45年ぶり5回目の出場。1県1代表後ならびに県移管後初。
- ラグビー部
  - 1952年 - 第32回全国高等学校ラグビーフットボール大会に初出場。
  - 1953年 - 第8回国民体育大会（四国国体）に出場。
  - 1959年 - 第39回全国高等学校ラグビーフットボール大会に出場（2回目）。
  - 1961年
    - 第14回国民体育大会（神奈川国体）に出場。
    - 第41回全国高等学校ラグビーフットボール大会に出場（3回目）、ベスト8進出。

  - 1962年 - 第42回全国高等学校ラグビーフットボール大会に出場（2年連続4回目）。
  - 1965年 - 第45回全国高等学校ラグビーフットボール大会に出場（5回目）。
  - 1966年10月 - 第21回国民体育大会（大分国体）に出場し優勝。
  - 2007年12月 - 第87回全国高等学校ラグビーフットボール大会に出場（42年ぶり6回目）。県移管後初。
  - 2008年12月 - 第88回全国高等学校ラグビーフットボール大会に出場（2年連続7回目）、ベスト8進出。
  - 2010年3月 - 第11回全国高等学校選抜ラグビーフットボール大会に出場。
  - 2011年12月 - 第91回全国高等学校ラグビーフットボール大会に出場（8回目）。
  - 2014年
  - 3月 - 第15回全国高等学校選抜ラグビーフットボール大会に出場。
  - 12月 - 第94回全国高等学校ラグビーフットボール大会に9回目の出場。
  - 2015年
    - 7月 - 第2回全国高等学校7人制ラグビーフットボール大会に初出場。
    - 12月 - 第95回全国高等学校ラグビーフットボール大会に出場（2年連続10回目）。

  - 2016年7月 - 第3回全国高等学校7人制ラグビーフットボール大会に出場（2年連続2回目）。
  - 2017年7月 - 第4回全国高等学校7人制ラグビーフットボール大会に出場（3年連続3回目）。
  - 2018年
    - 7月 - 第5回全国高等学校7人制ラグビーフットボール大会に出場（4年連続4回目）。
    - 12月 - 第98回全国高等学校ラグビーフットボール大会に出場（3年ぶり11回目）。

  - 2019年
    - 3月 - 第20回全国高等学校選抜ラグビーフットボール大会に出場。
    - 7月 - 第6回全国高等学校7人制ラグビーフットボール大会に出場（5年連続5回目）。
- 陸上競技部
  - 1967年12月 - 第18回全国高校駅伝に出場（男子）。18位（初出場）。
  - 1969年
    - 10月 - 第24回国民体育大会陸上競技大会　男子5000m 優勝（鎌田俊明）。
    - 12月 - 第20回全国高校駅伝に出場（男子）。11位（2年ぶり2回目の出場）。

  - 1970年12月 - 第21回全国高校駅伝に出場（男子）。13位（2年連続3回目の出場）。
  - 1971年12月 - 第22回全国高校駅伝に出場（男子）。40位（3年連続4回目の出場）。
  - 1972年12月 - 第23回全国高校駅伝に出場（男子）。9位（4年連続5回目の出場）。
  - 1973年12月 - 第24回全国高校駅伝に出場（男子）。24位（5年連続6回目の出場）。
  - 1974年12月 - 第25回全国高校駅伝に出場（男子）。9位（6年連続7回目の出場）。
  - 1975年12月 - 第26回全国高校駅伝に出場（男子）。11位（7年連続8回目の出場）。
  - 1979年12月 - 第30回全国高校駅伝に出場（男子）。39位（4年ぶり9回目の出場）。
  - 1983年12月 - 第34回全国高校駅伝に出場（男子）。準優勝（4年ぶり10回目の出場）。
  - 1984年12月 - 第35回全国高校駅伝に出場（男子）。10位（2年連続11回目の出場）。
  - 1985年12月 - 第36回全国高校駅伝に出場（男子）。13位（3年連続12回目の出場）。
  - 1986年12月 - 第38回全国高校駅伝に出場（男子）。13位（2年ぶり13回目の出場）。
  - 1990年12月 - 全国高校駅伝第2回女子大会に出場。43位（初出場）。
  - 2010年
    - 8月 - 全国高等学校総合体育大会陸上競技会に出場。少年女子400m 5位。
    - 10月 - 第65回国民体育大会ゆめ半島千葉国体陸上競技大会に出場。少年女子400m 第5位。
- 弓道部
  - 1959年
    - 8月 - 第4回全国高等学校総合体育大会弓道競技大会（男子の部、団体の部）に出場し優勝。
    - 10月 - 第14回国民体育大会弓道大会（男子の部、団体の部）に出場し第4位。

  - 1960年 8月- 第5回全国高等学校総合体育大会弓道競技大会（女子の部、団体の部）に出場し準優勝。
  - 1961年
    - 8月 - 第6回全国高等学校総合体育大会弓道競技大会（男子の部、団体の部）に出場し準優勝。
    - 10月 - 第16回国民体育大会弓道大会（男子の部、団体の部）に出場し準優勝。

  - 1963年
    - 8月 - 第8回全国高等学校総合体育大会弓道競技大会（女子の部、団体の部）に出場し準優勝。
    - 10月 - 第18回国民体育大会弓道大会（女子の部、団体の部）に出場し第4位。

  - 1965年8月 - 第10回全国高等学校総合体育大会弓道競技大会（男子の部、団体の部）に出場し第3位。
  - 1966年8月 - 第11回全国高等学校総合体育大会弓道競技大会に出場。女子団体 3位、女子個人技能優秀1位。
  - 2004年 - 第49回全国高等学校総合体育大会弓道競技大会（女子の部、団体の部）に出場（4年ぶり10度目）、4位。
- ボクシング部
  - 1947年8月 - 全日本中学校ボクシング選手権大会（東京）に出場。フリー級優勝。
  - 1951年8月 - 全日本高等学校ボクシング選手権大会（秋田）に出場。バンダム級優勝。
  - 1953年1月 - 全日本高等学校ボクシング選手権大会（札幌）に出場。ウェルター級優勝。
  - 1971年8月 - 全日本高等学校ボクシング選手権大会（松山）に出場。フェザー級優勝、ヘビー級優勝。
  - 1982年8月 - 全日本高等学校ボクシング選手権大会（鹿児島）に出場。ライト級2位。
- 女子バスケットボール部
  - 1969年10月 - 第24回国民体育大会バスケットボール大会に出場。第3位
  - 1976年3月 - 第6回全国高等学校バスケットボール選抜優勝大会に出場。第4位。
  - 1977年8月 - 第30回全国高等学校バスケットボール選手権大会に出場。第3位。
  - 2006年8月 - 第59回全国高等学校総合体育大会バスケットボール競技大会に出場（29年ぶり3度目）。
  - 2023年12月 - 第76回全国高等学校バスケットボール選手権大会に出場（48年ぶり3度目）[5]。
- バドミントン部
  - 1973年 - 第24回全国高等学校バドミントン選手権大会に出場（学校対抗男子、男子ダブルス、男子シングルス）。
  - 1997年8月 - 第48回全国高等学校バドミントン選手権大会に出場（男子）。
- スピードスケート部
  - 2003年2月 - 第58回国民体育大会冬季大会スケート競技会に出場。少年男子500m 8位、少年男子1,500m 8位、少年男子リレー2,000m 2位。
  - 2004年2月 - 第59回国民体育大会冬季大会スケート競技会に出場。少年男子500m 4位、少年男子5,000m 7位、少年男子10,000m 8位、少年男子リレー2,000m 4位。
  - 2005年1月 - 第60回国民体育大会冬季大会スケート競技会に出場。少年男子500m 6位、少年男子リレー2,000m 4位。
  - 2006年
    - 1月 - 全国高等学校総合体育大会スピードスケート競技会に出場。男子500m 4位。
    - 1月 - 第61回国民体育大会冬季大会スピードスケート競技会に出場。少年男子500m 6位、少年男子1,000m 3位、少年男子リレー2,000m 3位。
    - 3月 - オリンピックオーバルファイナルスケート大会（カナダ、カルガリー）に出場。500m 5位。

- 柔道部、剣道部、男子バレーボール部、女子バレーボール部、男子バスケットボール部、ソフトテニス部、卓球部

### 文化部
- 放送部
  - 1983年 - 第29回NHK杯全国放送コンテストに出場。ラジオ番組部門、作品名は「忘れられた土崎空襲」。
  - 1986年 - 第33回NHK杯全国放送コンテストに出場。ラジオ番組部門、作品名は、「ラジオドラマ「青い鳥」」。
  - 1988年 - 第35回NHK杯全国放送コンテストに出場。テレビ番組部門、作品名は「あと12時間」。
  - 1993年 - 第40回NHK杯全国放送コンテストに出場。テレビ番組部門、作品名は「帰趨」[6]。
  - 1995年
    - 第33回全国高等学校放送コンクールに出場。ラジオCM部門最優秀賞・文部大臣賞を受賞。作品名は「BENTO」。
    - 第33回全国高等学校放送コンクールに出場。テレビCM部門最優秀賞・文部大臣賞を受賞。作品名は「オリジナルハート」。

  - 1996年 - 第34回全国高等学校放送コンクールに出場。テレビCM部門最優秀賞・文部大臣賞を受賞。作品名は「秋田中央高校文化祭『仮装の裏側』」。
  - 1997年11月 - 第44回NHK杯全国放送コンテストに出場。校内放送研究発表で優良賞を受賞。作品名は、「音の架け橋〜近くて遠い学校へ」。朗読部門で2名が優良賞を受賞。
  - 1998年 - 第45回NHK杯全国放送コンテストに出場。朗読部門で1名が優良賞を受賞。
  - 1999年 - 第46回NHK杯全国放送コンテストに出場。ラジオ番組部門で優良賞を受賞。作品名は「通信指令課1999」[7]。
- 吹奏楽部
  - 2012年11月 - 第14回全日本高等学校吹奏楽大会in横浜に出場。実行委員長賞を受賞[8]。
  - 2013年11月 - 第15回全日本高等学校吹奏楽大会in横浜に出場。実行委員長賞を受賞[9]。
  - 2014年11月 - 第16回全日本高等学校吹奏楽大会in横浜に出場。実行委員長賞、ロケットミュージック賞を受賞[10]。
  - 2015年11月 - 第17回全日本高等学校吹奏楽大会in横浜に出場。実行委員長賞を受賞[11]。
  - 2016年11月 - 第18回全日本高等学校吹奏楽大会in横浜に出場。実行委員長賞を受賞[12]。
  - 2017年11月 - 第19回全日本高等学校吹奏楽大会in横浜に出場。実行委員長賞、下谷賞を受賞[13]。
- 文芸部
  - 2003年8月 - 第28回全国高等学校総合文化祭（徳島）、文芸部門 文化連盟賞。
- 美術部、演劇部、文芸部、写真部、茶・華道部、囲碁・将棋部

### 躍進探究部（スーパーサイエンスハイスクール事業）
- 2013年8月 - 平成25年度スーパーサイエンスハイスクール生徒研究発表会（パシフィコ横浜）で報告。タイトルは、「電子レンジ加熱によるサツマイモの糖度増加について」。
- 2015年
  - 8月 - 平成27年度スーパーサイエンスハイスクール生徒研究発表会（文部科学省および国立研究開発法人科学技術振興機構主催）で、審査委員長賞（全国第2位）を受賞。発表タイトルは、「マタタビの白化現象の謎にせまる」 。
  - 9月 - 2015年度精密工学会秋季大会秋季大会学術講演会学生ポスターセッションで報告。報告タイトルは、「気温と管楽器の音程の関係」（最優秀賞）、「インスタント石鹸〜油脂の簡単けん化〜」（優秀賞）。
  - 9月 - 日本植物学会第79回大会の高校生ポスターセッションで報告。報告タイトルは、「マタタビの白化現象の謎にせまる」。
  - 10月 - 第7回坊ちゃん科学賞研究論文コンテスト（高校部門）（東京理科大学・東京理科大学理窓会共催）で最優秀賞を受賞。発表タイトルは、「マタタビの白化現象の謎にせまる」 。
  - 12月 - 第59回日本学生科学賞（読売新聞社主催）で、読売新聞社賞を受賞。発表タイトルは、「マタタビの白化現象の謎にせまる」 。
- 2016年5月 - Intel International Science and Engineering Fair 2016（インテル国際学生科学技術フェア）（米国アリゾナ州フェニックス）で報告。報告タイトルは、Structure and function of the white leaves of the silvervine (Actinidia polygama)（マタタビの白化現象の謎にせまる）。
- 2017年
  - 8月 - 平成29年度スーパーサイエンスハイスクール生徒研究発表会（文部科学省および国立研究開発法人科学技術振興機構主催）で、奨励賞を受賞。発表タイトルは、「結晶はどのように修復されるのか」 。
  - 10月 - 第9回坊ちゃん科学賞研究論文コンテスト（高校部門）（東京理科大学・東京理科大学理窓会共催）で優秀賞を受賞。発表タイトルは、「オジギソウの葉の開閉調節のしくみについて」 。
- 2018年
  - 7月 - 青少年科学技術会議（バンコク）へ参加。報告タイトルは、「How is the crystal repaired」。
  - 8月 - 平成30年度スーパーサイエンスハイスクール生徒研究発表会（文部科学省、国立研究開発法人科学技術振興機構主催）で奨励賞を受賞。発表タイトルは、「八面体食塩～生成の条件と機構について～」。
  - 12月 - 第16回高校生科学技術チャレンジで優秀賞を受賞。「秋田平野のため池における水生植物の生態と保全に関する研究」。
- 2019年
  - 3月 - 日本生態学会第66回全国大会で研究報告。報告タイトルは、「ため池における水生植物群落の保全と復元について(Conservation and restoration of aquatic macropyte communities in the ponds)」。優秀賞（高校生ポスター賞）を受賞。
  - 6月 - 第21回日本水大賞（2019日本ストックホルム青少年水大賞）（日本水大賞委員会、国土交通省主催）で日本SJWP審査部会特別賞を受賞。発表タイトルは、「秋田平野のため池における水生植物の生態と保全に関する研究」。
- 2020年3月 - 第131回日本森林学会大会（名古屋大学）でポスター投稿し、優秀賞を受賞した。タイトルは「要注意外来生物ハリエンジュの燃料化への取り組み」[14]。

## 高校関係者と組織

### 高校関係者組織
同窓会は一交会とよばれ、多数の会員を有している。その他に、東京一交会が組織されている。

### 歴代校長

#### 土崎港町立実科高等女学校、秋田県土崎高等女学校、秋田市土崎高等女学校、秋田市立高等女学校
- 1920年9月15日 - 1920年11月30日：出藤吉
- 1920年12月1日 - 1922年3月14日：白坂高重
- 1922年3月15日 - 1925年3月31日：白坂高重
- 1925年5月15日 - 1927年3月25日：出藤吉
- 1927年3月31日 - 1930年2月25日：桧山畏三郎
- 1930年3月31日 - 1931年3月31日：君田貞二
- 1931年4月1日 - 1937年3月31日：沢清五郎
- 1937年4月1日 - 1938年3月28日：伊藤孝一
- 1938年3月29日 - 1941年10月10日：伊藤孝一
- 1941年10月11日 - 1941年12月5日：高橋四郎
- 1941年12月6日 - 1945年11月29日：戸沢佐明
- 1945年11月30日 - 1947年5月31日：末野忠道
- 1947年6月1日 - 1947年7月3日：木村二郎
- 1947年7月4日 - 1948年3月31日：佐々木高一

#### 秋田市立中学校（旧制中学校）
- 1942年3月18日 - 1942年10月19日：金丸欽也
- 1942年10月20日 - 1945年11月29日：大高常彦
- 1945年11月30日 - 1948年4月1日：久司慶三

#### 秋田市立高等学校、秋田中央高等学校
- 1948年4月 - 1951年3月：久司慶三（秋田市立高等学校）
- 1951年4月 - 1951年5月：渡部清
- 1951年5月 - 1962年9月：苅田文雄
- 1962年10月 - 1962年10月：竹内栄治郎
- 1962年11月 - 1965年3月：武田幾之助
- 1965年4月 - 1973年3月：青柳吉隆
- 1973年4月 - 1974年3月：中山健
- 1974年4月 - 1976年3月：深井博之
- 1976年4月 - 1981年3月：坂田良一
- 1981年4月 - 1982年3月：三浦智孝
- 1982年4月 - 1985年3月：三浦智孝（秋田中央高等学校）
- 1985年4月 - 1988年3月：小盤巌
- 1988年4月 - 1990年3月：佐藤暹
- 1990年4月 - 1992年3月：高橋彰三郎
- 1992年4月 - 1994年3月：高橋實
- 1994年4月 - 1996年3月：須釜宣夫
- 1996年4月 - 1999年3月：佐藤弘二
- 1999年4月 - 2001年3月：佐々木久吾
- 2001年4月 - 2004年3月：石山洋三
- 2004年4月 - 2006年3月：細谷義次
- 2005年4月 - 2008年3月：武藤憲一
- 2008年4月 - 2010年3月：小杉和夫
- 2010年4月 - 2012年3月：保坂憲一郎
- 2012年3月 - 2014年3月：宮崎悟
- 2014年4月 - 2016年3月：小野巧
- 2016年4月 - 2018年3月：渡部克宏
- 2018年4月 - 2020年3月：和田央
- 2020年4月 - 2023年3月：尾形徳昭
- 2023年4月 - 現在：水谷 佳延[15]

### 著名な卒業生

#### 政界・官界
- 二田孝治（元衆議院議員）

#### 学会・研究
- 遠藤章（農芸化学者、東京農工大学名誉教授）
- 工藤恒夫（経済学者、中央大学名誉教授）
- 佐藤哲男（薬学者、千葉大学名誉教授、日本毒性学会に「佐藤哲男記念賞」創設）
- 進藤英幸（中国文学学者）
- 前野ウルド浩太郎（昆虫学者、通称「バッタ博士」）
- 成田裕一（工学者、秋田大学名誉教授）

#### 文化・芸能
- シャバ駄馬男（ローカルタレント）
- 順弘子（純弘子）（歌手）
- 中村征夫（写真家）
- 中村靖之介（歌舞伎役者、俳優、前進座座友）
- 山平和彦（シンガーソングライター）
- 丹後谷愛（フリーアナウンサー）
- 宮野恭輔（ピアニスト）
- 中嶋尚也（トランペット奏者）

#### スポーツ
- 阿部雅龍（冒険家。2019年にメスナールートで日本人初の南極点へ単独徒歩で到達）
- 内田亜希子（元競艇選手）
- 鎌田俊明（元陸上長距離選手、モントリオール五輪代表）
- 佐藤平（元ラグビー選手、ラグビー日本代表歴代キャップ保持者（キャップ数：3））
- 佐藤秀明（元プロ野球選手）
- 佐藤勇人（ラグビー選手。清水建設江東ブルーシャークス所属)
- 笹原友希（英語版）（スケルトン選手、日本代表）
- 高橋千秋（元アマチュア野球選手）
- 三浦駿平（ラグビー選手、静岡ブルーレヴズ所属）
- 三浦正行（元プロ野球選手・コーチ）
- 山内貴之（元ラグビー選手、7人制日本代表主将）
- 鷲谷亘（元プロ野球審判員）